# Gonomyia subcinerea
Gonomyia subcinerea là một loài ruồi trong họ Limoniidae. Chúng phân bố ở miền Tân bắc.